# Дипломатически мисии на Индонезия
Това е списък на всички посолства и консулства (без почетните консулства) на Индонезия.

## Европа
- Австрия
  - Виена (посолство)
- Белгия
  - Брюксел (посолство)
- България 
  - София (посолство)
- Ватикана
  - Ватикана (посолство)
- Великобритания
  - Лондон (посолство)
- Германия
  - Берлин (посолство)
  - Франкфурт (генерално консулство)
  - Хамбург (генерално консулство)
- Гърция
  - Атина (посолство)
- Дания
  - Копенхаген (посолство)
- Испания
  - Мадрид (посолство)
- Италия
  - Рим (посолство)
- нидерландия
  - Хага (посолство)
- Норвегия
  - Осло (посолство)
- Полша
  - Варшава (посолство)
- Португалия
  - Лисабон (посолство)
- Румъния
  - Букурещ (посолство)
- Русия
  - Москва (посолство)
- Словакия
  - Братислава (посолство)
- Сърбия
  - Белград (посолство)
- Украйна
  - Киев (посолство)
- Унгария
  - Будапеща (посолство)
- Финландия
  - Хелзинки (посолство)
- Франция
  - Париж (посолство)
  - Марсилия (генерално консулство)
  - Нумеа (консулство)
- Чехия
  - Прага (посолство)
- Швеция
  - Стокхолм (посолство)
- Швейцария
  - Берн (посолство)

## Северна Америка
- Канада
  - Отава (посолство)
  - Ванкувър (генерално консулство)
  - Торонто (генерално консулство)
- Куба
  - Хавана (посолство)
- Мексико
  - Мексико (посолство)
- САЩ
  - Вашингтон (посолство)
  - Лос Анджелис (генерално консулство)
  - Ню Йорк (генерално консулство)
  - Сан франциско (генерално консулство)
  - Хюстън ((генерално консулство)
  - Чикаго (генерално консулство)

## Южна Америка
- Аржентина
  - Буенос Айрес (посолство)
- Бразилия
  - Бразилия (посолство)
- Венецуела
  - Каракас (посолство)
- Колумбия
  - Богота (посолство)
- Перу
  - Лима (посолство)
- Суринам
  - Парамарибо (посолство)
- Чили
  - Сантяго де Чиле (посолство)

## Африка
- Алжир
  - Алжир (посолство)
- Египет
  - Кайро (посолство)
- Етиопия
  - Адис Абеба (посолство)
- Зимбабве
  - Хараре (посолство)
- Кения
  - Найроби (посолство)
- Либия
  - Триполи (посолство)
- Мадагаскар
  - Антананариво (посолство)
- Мароко
  - Рабат (посолство)
- Намибия
  - Виндхук (посолство)
- Нигерия
  - Абуджа (посолство)
- Сенегал
  - Дакар (посолство)
- Судан
  - Хартум (посолство)
- Танзания
  - Дар ес Салаам (посолство)
- Тунис
  - Тунис (посолство)
- РЮА
  - Претория (посолство)

## Близък изток
- Иран
  - Техеран (посолство)
- Йемен
  - Сана (посолство)
- Йордания
- Катар
  - Доха (посолство)
  - Аман (посолство)
- Кувейт
  - Кувейт (посолство)
- Ливан
  - Бейрут (посолство)
- Обединени арабски емирства
  - Абу Даби (посолство)
  - Дубай (генерално консулство)
- Саудитска Арабия
  - Рияд (посолство)
  - Джида (генерално консулство)
- Сирия
  - Дамаск (посолство)
- Турция
  - Анкара (посолство)

## Азия
- Афганистан
  - Кабул (посолство)
- Бангладеш
  - Дака (посолство)
- Бруней
  - Бандар Сери Бегаван (посолство)
- Виетнам
  - Ханой (посолство)
  - Хошимин (генерално консулство)
- Източен Тимор
  - Дили (посолство)
- Индия
  - Ню Делхи (посолство)
  - Мумбай (генерално консулство)
- Камбоджа
  - Пном Пен (посолство)
- Китай
  - Пекин (посолство)
  - Гуанджоу (генерално консулство)
  - Хонконг (генерално консулство)
- Лаос
  - Виентян (посолство)
- Малайзия
  - Куала Лумпур (посолство)
  - Кота Кинабалу (генерално консулство)
  - Кучинг (генерално консулство)
  - Джохор Бахру (консулство)
  - Пенанг (консулство)
- Мианмар
  - Янгон (посолство)
- Пакистан
  - Исламабад (посолство)
  - Карачи (генерално консулство)
- Северна Корея
  - Пхенян (посолство)
- Сингапур
  - Сингапур (посолство)
- Тайван
  - Тайпе (икономически и търговски офис)
- Тайланд
  - Банкок (посолство)
  - Сонгкхла (консулство)
- Узбекистан
  - Ташкент (посолство)
- Филипини
  - Манила (посолство)
  - Давао (генерално консулство)
- Шри Ланка
  - Коломбо (посолство)
- Южна Корея
  - Сеул (посолство)
- Япония
  - Токио (посолство)
  - Осака (генерално консулство)

## Океания
- Австралия
  - Канбера (посолство)
  - Мелбърн (генерално консулство)
  - Пърт (генерално консулство)
  - Сидни (генерално консулство)
  - Даруин (консулсто)
- Нова зеландия
  - Уелингтън (посолство)
- Папуа-Нова Гвинея
  - Порт Морсби (посолство)
  - Ванимо (консулство)
- Фиджи
  - Сува (посолство)

## Междудържавни организации
- - Брюксел - ЕС
  - Женева - ООН
  - Ню Йорк - ООН